# Dinastia trace
La dinastia trace  o leoniana governò l'Impero romano d'Oriente tra il 457 e 518, e varie parti dell'Impero romano d'Occidente tra il 474 e il 480.

## Componenti della dinastia

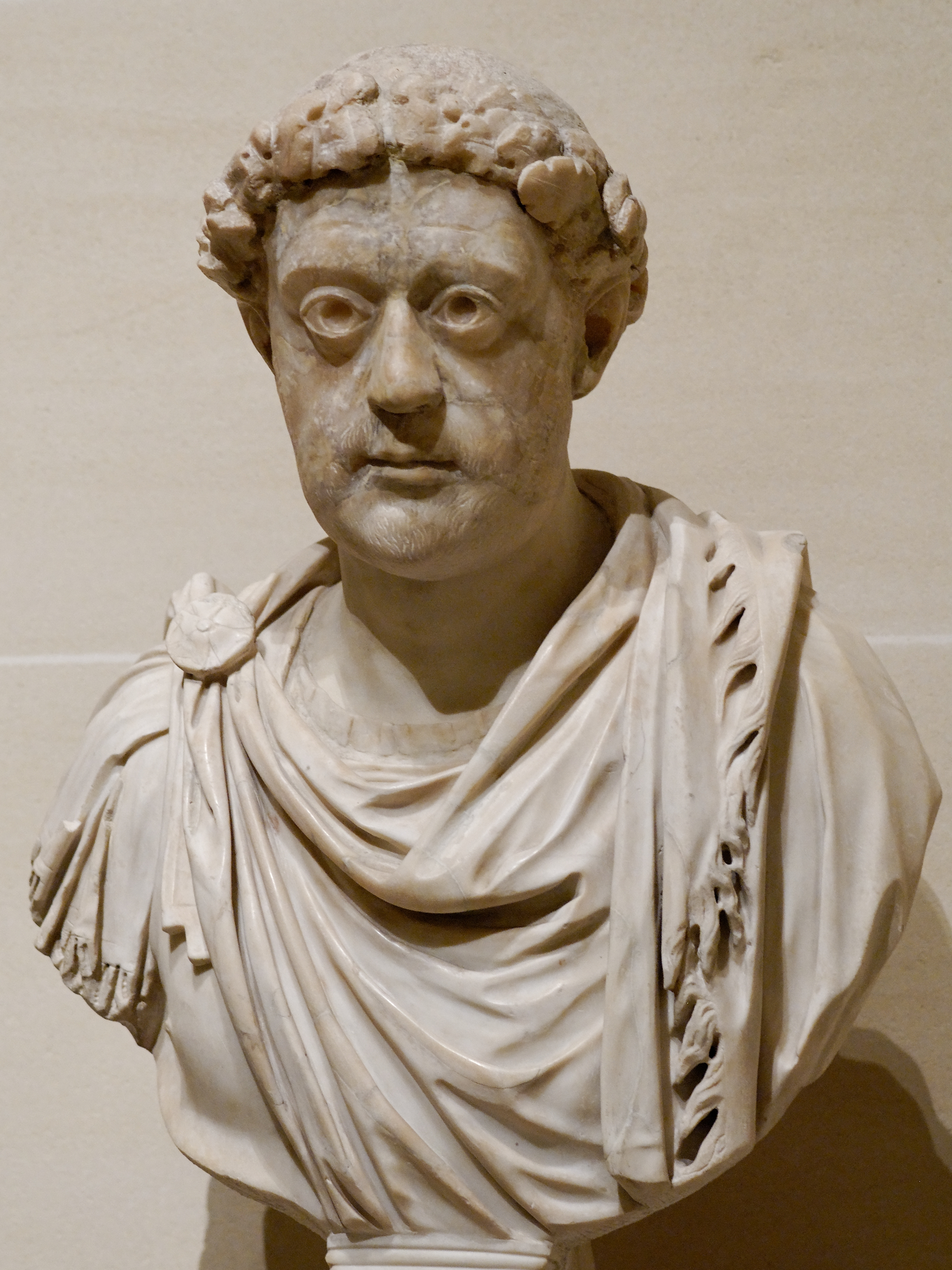
Busto di Leone I fondatore della dinastia.

La dinastia diede all'impero diversi imperatori:
1. Leone I (401-474, governò 457-474) – soldato
2. Leone II (467-474, governò 474) – nipote di Leone I e figlio di Zenone
3. Zenone, (425-491, governò 474-475) – genero di Leone I, originalmente Tarasis, un isauro
4. Basilisco (m. 477, governò 475-476) – cognato di Leone I
5. Zenone (governò 476-491) – restaurato
6. Anastasio I (430-518, governò 491-518) – silentiarius; genero di Leone I, scelto dalla vedova di Zenone, Ariadne
7. Giulio Nepote, Imperatore d'Occidente (430-480, governò 474-475; in Dalmazia fino al 480), marito di una nipote di Leone I

Altri membri furono:
- Elia Verina, moglie di Leone I e sorella di Basilisco
- Armazio, generale, nipote di Basilisco e Verina
- Ariadne, figlia di Leone I e moglie di Zenone

## Genealogia della Dinastia trace
In corsivo gli augusti e le auguste
- Leone I, sposa Verina
  - Ariadne, sposa Zenone (1) e Anastasio I (2)
    - (1) Leone II

  - Leonzia, sposa Flavio Marciano, figlio di Antemio